# 陆隽
陆雋（5世纪—496年），又作陆儁，代人，北朝魏献文帝、魏孝文帝时侍中、尚书令，陆俟族子、陆丽族弟。其父雲中鎮將陆宜。
魏文成帝时，陆雋历任侍中、给事。魏献文帝即位初年，官至侍御长。天安元年（466年）陆雋因参与诛权臣乙浑有功，拜侍中、乐部尚书。转任散骑常侍、吏部尚书，赐爵安乐公，很被皇帝重任。之后拜尚书令。魏孝文帝太和四年（480年）出任安东将军、定州刺史，转任征东大将军、相州刺史。为政宽惠，吏民安定。死后谥贞公。

## 子孙
- 子：陆登，澄城郡太守。
  - 孙：陆匡，陆登子，官至司空倉曹參軍。
  - 孙：陆景元，陆登弟子，元象初年，官至衛將軍、儀同三司、南青州刺史。